# Kerti rétgomba
A kerti rétgomba (Agrocybe dura) a harmatgombafélék családjába tartozó, Eurázsiában, Észak-Afrikában és Észak-Amerikában honos, kertekben, parkokban élő, ehető gombafaj. 

## Megjelenése
A kerti rétgomba kalapja 3-10 cm széles, fiatalon félgömb alakú, majd domborúan, széles domborúan kiterül. Szélén cafrangos fátyolmaradványok lehetnek. Színe fehéres, krémsárgás, bőrszínű, esetleg okkeres; a széle általában világosabb. Felszíne csupasz, nedvesen ragadós, száraz időben a kalapbőr felrepedezhet.
Húsa puha, színe fehéres. Szaga kissé fűszeres, íze enyhe vagy kissé kesernyés. 
Sűrűn álló lemezei a tönkhöz nőttek. Színük fiatalon fehéresek, agyagszínű, később halvány szürkésbarna, dohánybarna. Élük fehéres, fűrészes. 
Tönkje 5-10 cm magas és 0,5-1,5 cm vastag. Alakja hengeres, színe fehéres. Felülete szálas; hártyás, gyenge gallérja hamar eltűnik, a helyét idősen spórapor festi meg.
Spórapora barna. Spórája ellipszis vagy tojásdad alakú, sima, mérete 7,5-10 x 5-6 mikrométer.

### Hasonló fajok
Az ehető tavaszi rétgomba vagy a mérgező feketéslemezű harmatgomba hasonlíthat rá. 

## Elterjedése és termőhelye
Eurázsiában, Észak-Afrikában és Észak-Amerikában honos. Magyarországon gyakori.
Réteken, legelőn, parkban, füves helyeken, akár korhadó fűrészporon nő. Májustól októberig terem.

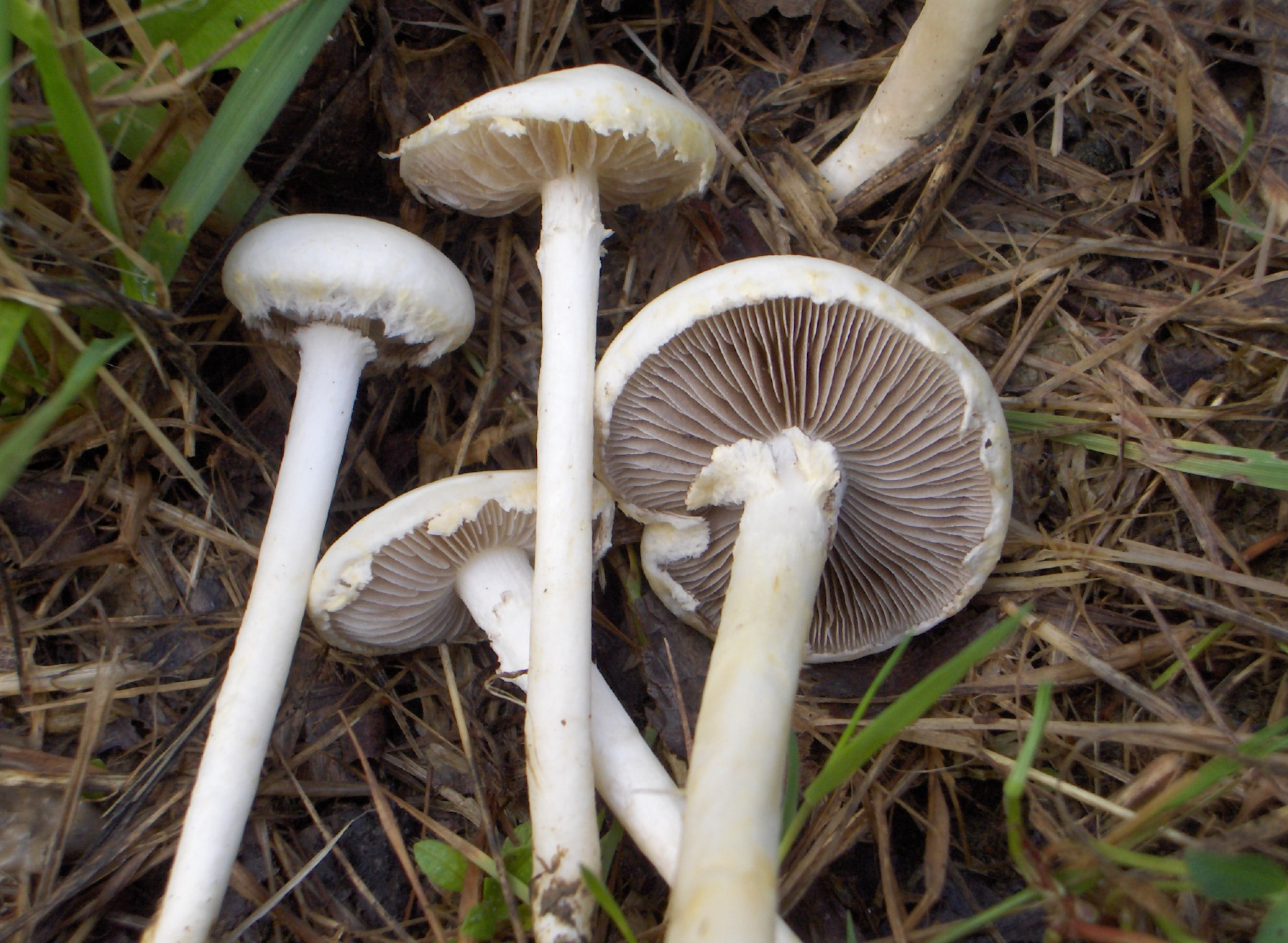
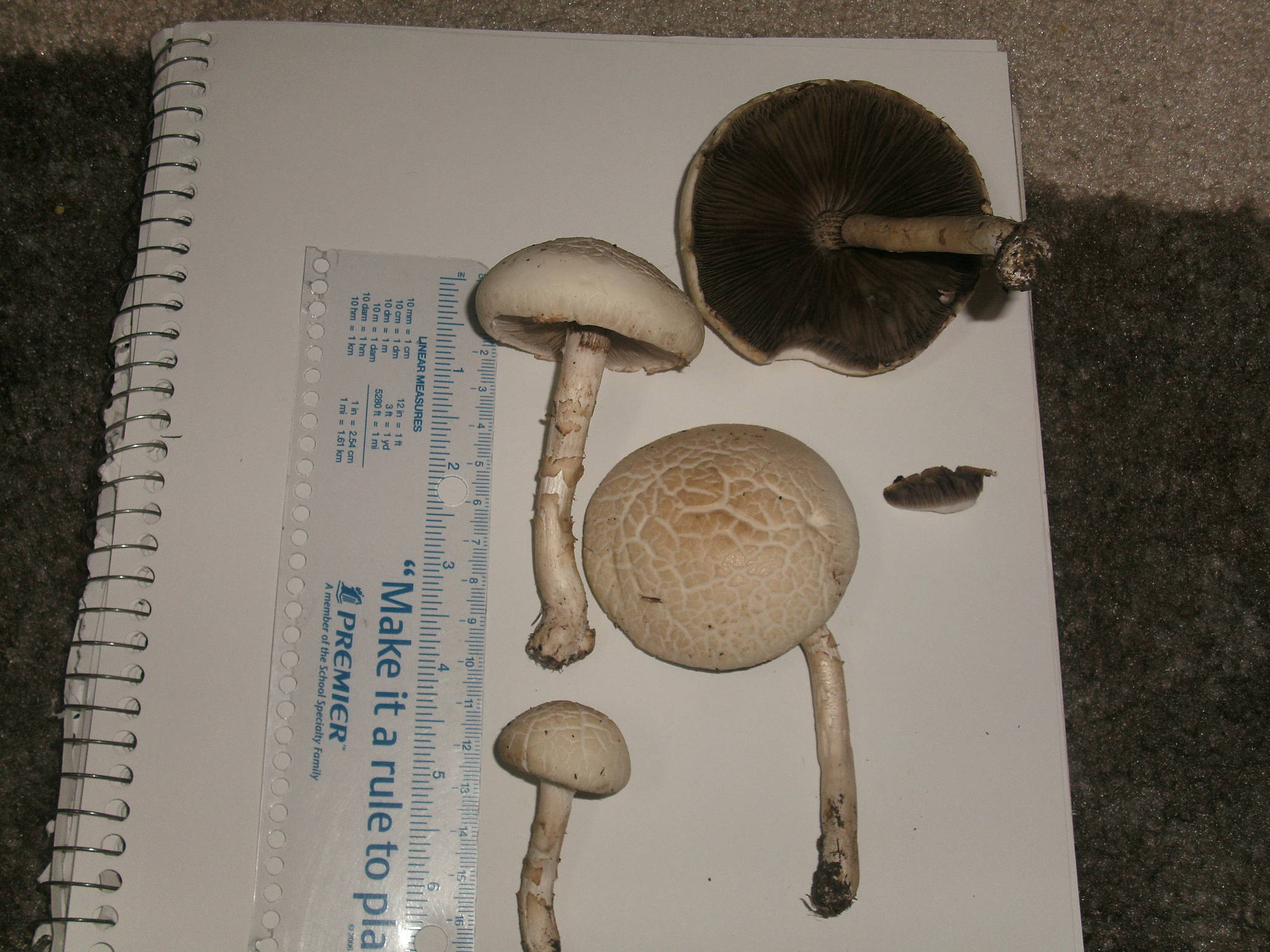
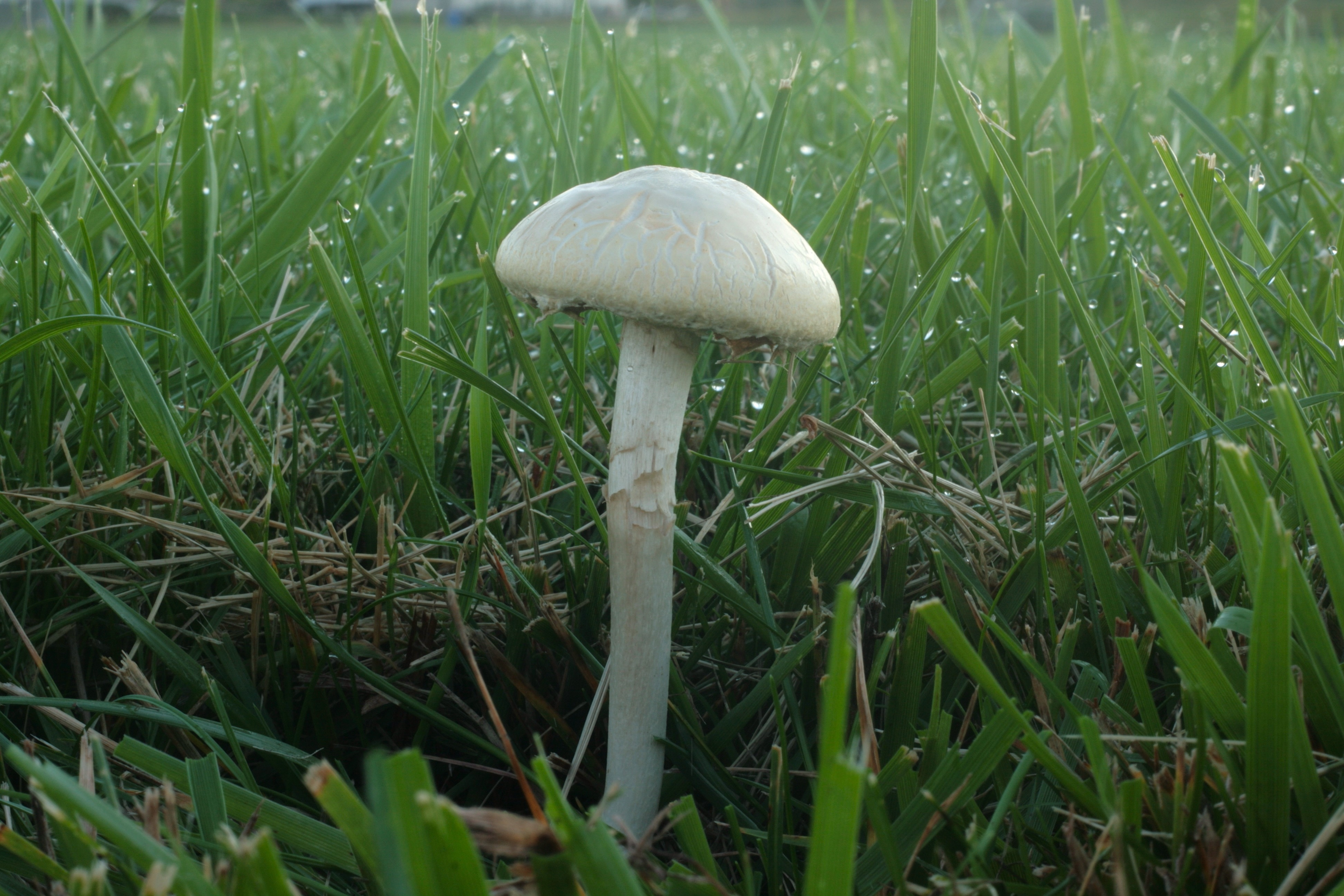
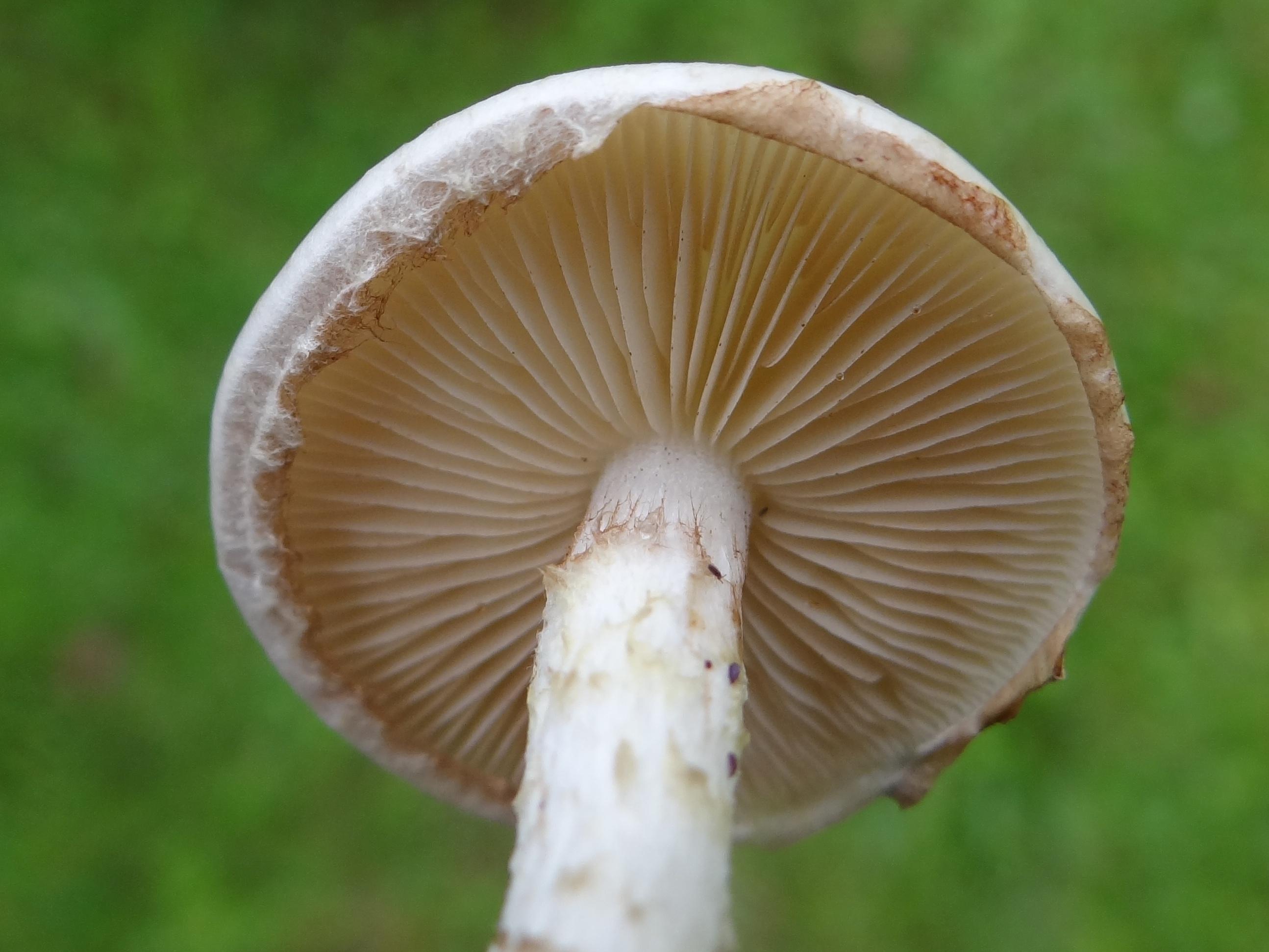
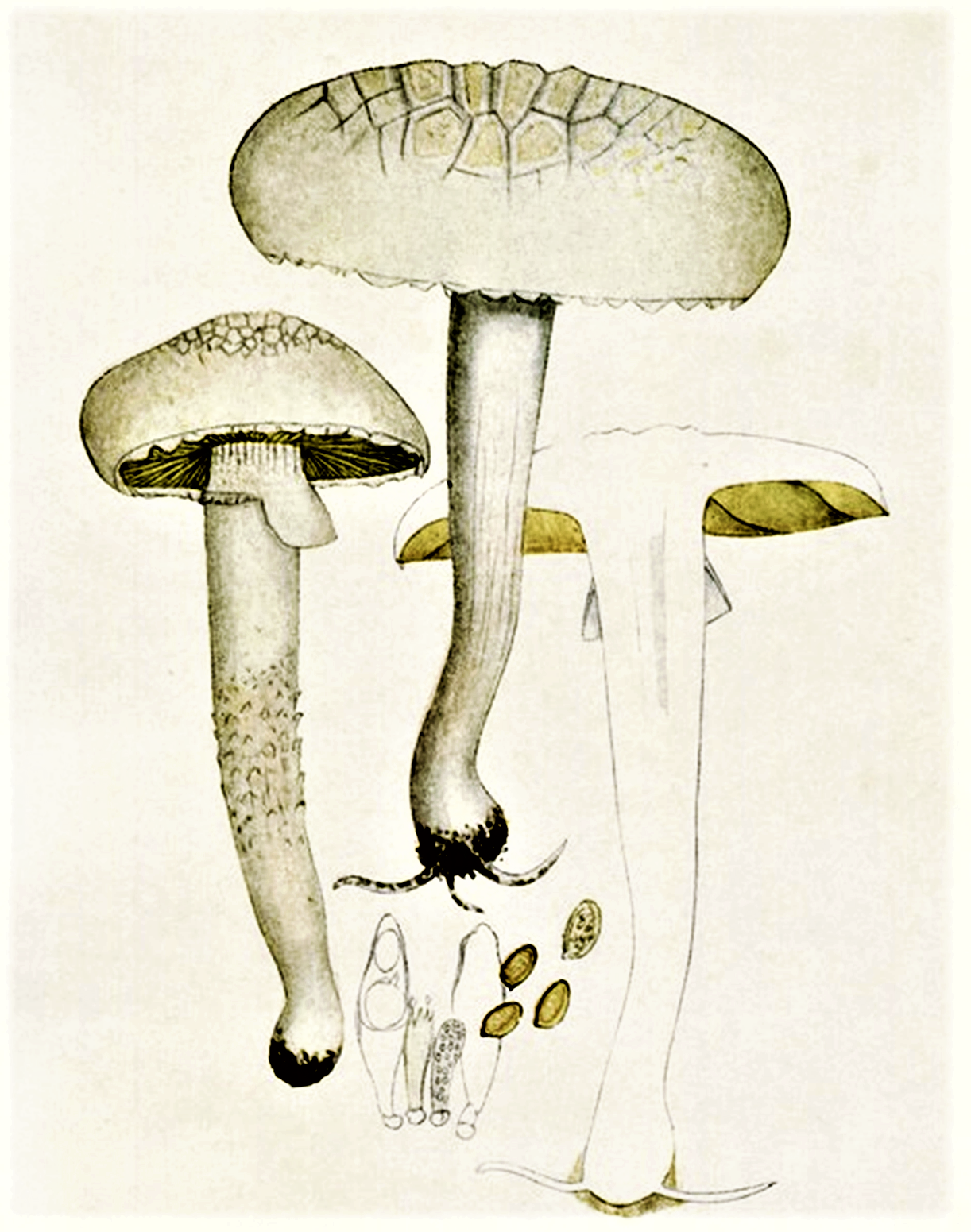

Ehető, de nem túl ízletes gomba.  